# Linnengoed

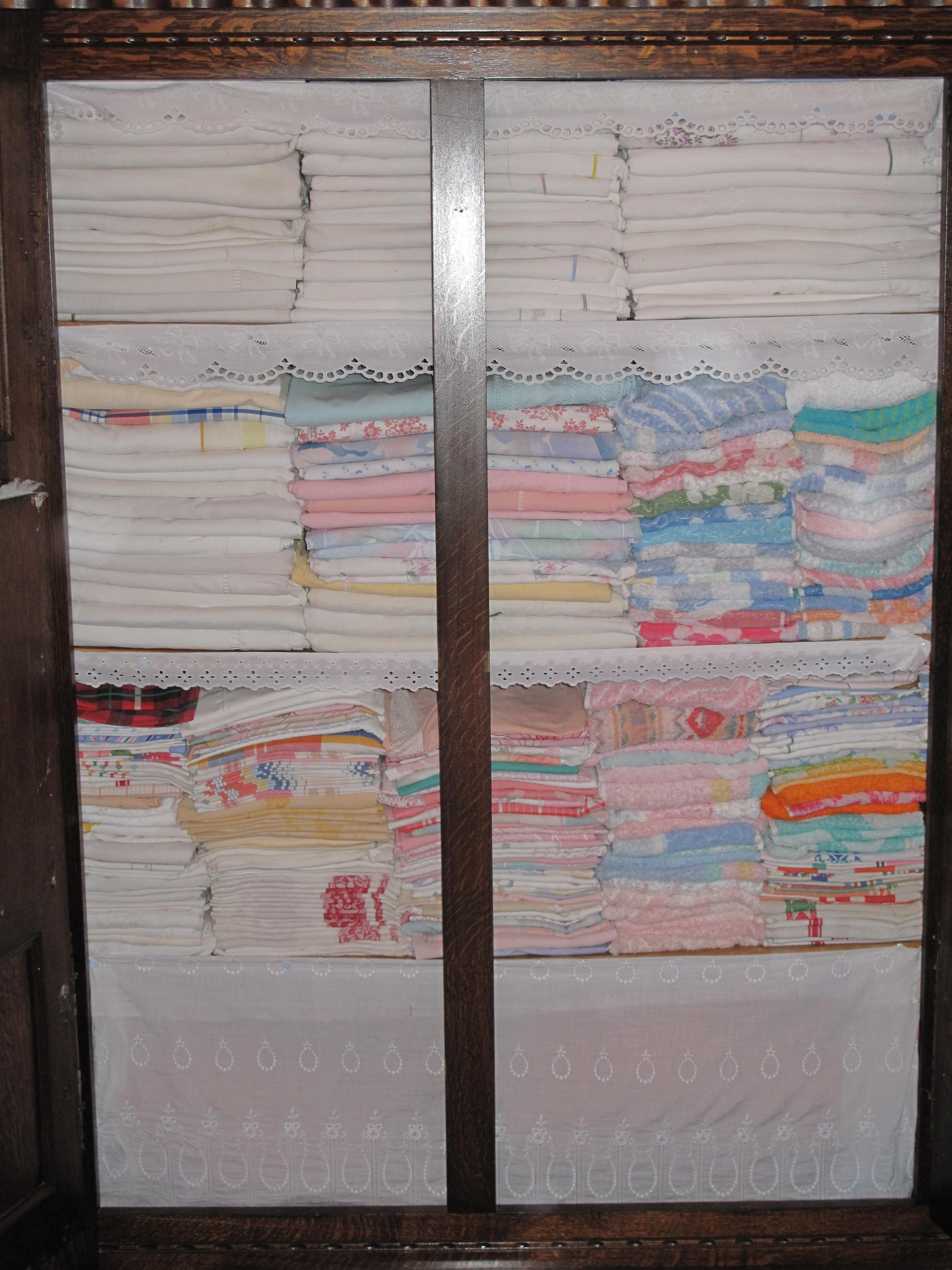
Een linnenkast gevuld met stapels linnengoed

Linnengoed is een verzamelnaam voor allerlei textiel die in het huishouden wordt gebruikt, zoals tafelkleden, beddengoed, handdoeken etc. De naam linnen is ontleend aan de vezels van vlas die oorspronkelijk gebruikt werden om linnengoed te maken. Later werden andere vezels gebruikt, vooral katoen.